# دوروتی رایت
دوروتی رایت (انگلیسی: Dorothy Wright; ۱۹ اوت ۱۸۸۹ – ۱ ژانویهٔ ۱۹۶۰) قایقران قایق بادبانی اهل بریتانیا بود.